# Lorysa karmazynowa
Lorysa karmazynowa, lora karmazynowa (Eos bornea) – gatunek średniej wielkości ptaka z rodziny papug wschodnich (Psittaculidae), zamieszkujący wschodnią Indonezję. Nie jest zagrożony wyginięciem.

## Opis
Lorysy karmazynowe mierzą około 31 cm oraz ważą 170 g. Samce i samice wyglądają tak samo. W upierzeniu dominuje kolor czerwony. Lotki pierwszorzędne są czarne. Dolna część grzbietu oraz pokrywy podogonowe niebieskie. Ogon jest czerwonobrązowy. Dziób ciemnopomarańczowy, a oczy ciemne. Podgatunek E. b. cyanonotha ma ciemniejszy odcień czerwonego od nominatywnego. Młode osobniki są ciemniejsze oraz mają niebieskie pokrywy uszne i krawędzie piór na brzuchu.

## Obszar występowania i środowisko
Obszar występowania poszczególnych podgatunków lorys karmazynowych:
- Eos bornea cyanonotha (Vieillot, 1818) – Buru (południowe Moluki);
- Eos bornea bornea (Linnaeus, 1758) – południowe Moluki oraz Wyspy Kai.

Gatunek ten został introdukowany do Singapuru oraz na Tajwan.
Lorysy karmazynowe zamieszkują przeważnie lasy deszczowe oraz namorzyny do wysokości 1250 m n.p.m.

## Pożywienie
Na wolności ptaki te żywią się nektarem, kwiatami oraz owadami. W niewoli dodatkowo podawane są miękkie owoce.

## W niewoli

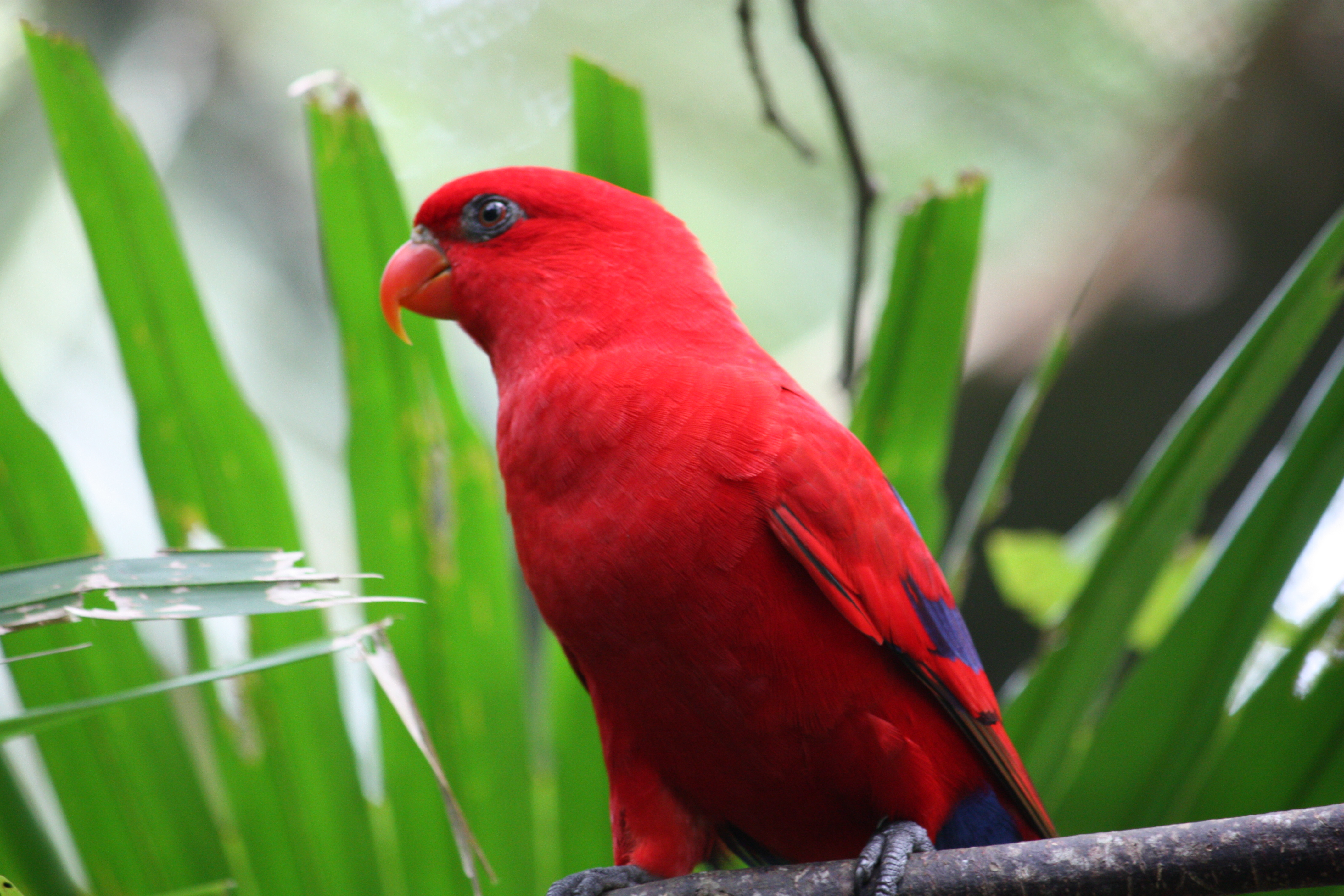
Lorysa karmazynowa w zoo w Singapurze

Papugi te można spotkać w niewoli jako ptaki ozdobne. Łatwo nawiązują kontakty z ludźmi. Nie zaleca się trzymania ich z innymi gatunkami ptaków.
Ze względu na to, że głównym pokarmem tego gatunku jest nektar, w sklepach można kupić specjalne pożywienie przeznaczone dla lor. Można też przygotować samodzielnie, lecz wówczas utrzymanie może być kłopotliwe.

## Status i ochrona
Międzynarodowa Unia Ochrony Przyrody (IUCN) uznaje lorysę karmazynową za gatunek najmniejszej troski (LC – Least Concern). Liczebność populacji na wolności nie została oszacowana; w 1997 roku ptak ten opisywany był jako pospolity do bardzo licznego. Trend liczebności populacji uznaje się za spadkowy.
Gatunek jest ujęty w II załączniku konwencji waszyngtońskiej (CITES).